# Renate Rasp
Renate Rasp (späterer Name Renate Rasp-Budzinski; * 3. Januar 1935 in Berlin; † 21. Juli 2015 in München) war eine deutsche Schriftstellerin.

## Leben
Renate Rasp war die Tochter des Schauspielers Fritz Rasp. Nach dem Besuch eines Berliner Gymnasiums und dem Abitur absolvierte sie ab 1954 eine Schauspielausbildung. Anschließend studierte sie zwei Semester Malerei an der Hochschule für Bildende Künste in Berlin und zehn Semester an der Akademie der Bildenden Künste in München. Sie arbeitete als Gebrauchsgrafikerin und begann 1965 mit dem Schreiben.
Aufsehen erregte sie 1967 auf der letzten Tagung der Gruppe 47 mit ihren respektlosen und provozierenden Gedichten; 1968 auf der Frankfurter Buchmesse erneut dadurch, dass sie ihre Lesung barbusig abhielt. Ihr Romandebüt Ein ungeratener Sohn – eine „rabenschwarze Parabel“ über „Erziehungsfolter“ – wurde von der Kritik durchaus positiv aufgenommen. Die folgenden Veröffentlichungen allerdings, die häufig von sadistischer und masochistischer Sexualität handeln, fanden immer weniger Zuspruch. Rasps letzter Roman Zickzack aus dem Jahre 1979 wurde vereinzelt sogar als „literarische Bankrotterklärung“ angesehen. Die Autorin, die zwischenzeitlich in Newquay im Norden Cornwalls lebte, war mit dem Autor Klaus Budzinski verheiratet und wohnte seit 1990 in Gräfelfing.
Renate Rasp war seit 1971 Mitglied des PEN-Zentrums Deutschland. 1968 erhielt sie den Hamburger Leserpreis.

## Werke
- Spaziergang nach St. Heinrich. Erzählung. In: Dieter Wellershoff (Hg.), Wochenende. Sechs Autoren variieren ein Thema. Kiepenheuer & Witsch, Köln / Berlin 1967, S. 149–190.
  - Übersetzung: The Walk to St. Heinrich. Übers. von Betty und Peter Ross. In: New Writers IX. Calder & Boyars, London 1971, ISBN 0-7145-0016-X, S. 7–38.
- Ein ungeratener Sohn. Roman. Kiepenheuer & Witsch, Köln / Berlin 1967.
  - Übersetzungen: A Family Failure. A novel. Übers. von Eva Figes. Calder & Boyars, London 1970. / Un fils dévoyé. Übers. von Raymond Barthe. Gallimard, Paris 1969. / Un figlio degenere. Übers. von Bianca Cetti Marinoni. Mondadori 1968.
  - Verfilmung: 1973, Regie: Burkhard Deuchert, Sylvia Edwinsson, Hilberg Heinrichs, Günter Krää, Konrad Sabrautzky, Heidelind Lutosch[4]
- Eine Rennstrecke. Gedichte. Kiepenheuer & Witsch, Köln / Berlin 1969.
- Chinchilla. Leitfaden zur praktischen Ausübung. Rowohlt, Reinbek bei Hamburg 1973 (= das neue buch 39), ISBN 3-499-25039-X.
  - Übersetzung: Chinchilla: comment practiquer le plus ancien métier du monde. Übers. von Raymond Barthe. Gallimard, Paris 1976. / Guida all'esercizio pratico della prostituzione. Übers. von Olimpio Cescatti und Gabriella Paolini. Edizioni il Formichiere 1976.
- Die Geister von morgen. Komödie in drei Akten. Drei Masken, München 1975.
- Junges Deutschland. Gedichte. Hanser, München / Wien 1978, ISBN 978-3-446-12607-7.
- Zickzack. Roman. Hanser, München / Wien 1979, ISBN 978-3-446-12824-8.
- Keltisches Quartett. Hörspiel. Süddeutscher Rundfunk 1982.[5]